# 李相卨
李相卨（1871年1月27日—1917年3月2日），字舜五，号溥齋，本贯庆州李氏，大韩帝国政治人物、外交官、朝鲜独立运动家。
出生在忠清道镇川郡。后担任议政府参赞。1907年初，荷兰海牙举办万国和平会议，朝鲜高宗派李相卨为正使，李儁、李瑋鍾为副使出席会议，控诉日本殖民侵略韩国的罪行，呼吁各国声援韩国。此事件就是海牙密使事件。和平会议向大韩帝国方面询问此事，但电报落入日本统监伊藤博文之手，因此失败。
此后李相卨便不再回国，在海外组织朝鲜独立运动。1914年，他在俄罗斯的海参崴组建大韓光復軍政府。1917年，病逝于俄罗斯。